# Bree Hodge
Bree Van de Kamp (korábban Bree Hodge, született: Bree Mason) egy szereplő az amerikai ABC televíziós csatorna Született feleségek című sorozatában. Bree 1962-ben született. Megformálója Marcia Cross színésznő.
| „                  | A Lila Akác közben mindenki úgy gondolt Bree-re, mint a tökéletes anyára és feleségre. Mindenki. Kivéve a saját családját. | ” |
| – Mary Alice Young | |   |

## Történet

### 1. évad
|  | Alább a cselekmény részletei következnek! |

Bree keresztény értékrendet valló, konzervatív republikánus, aki tagja a Nemzeti Fegyvertartók Szövetségének, így négy lőfegyver tulajdonosa. Bree hosszú ideig élt rossz házasságban egykori férjével, Rex-szel és lázadó szellemű gyerekeivel, Andrew-val és Danielle-lel.
Mint a tökéletesség megszállottja, Bree úgy éli életét, hogy igyekszik minél kevesebb érzelmet kimutatni. Ebből kifolyólag feszült viszonyt tart fenn családjával. Kapcsolatot tartott fent gyógyszerészével, George Williams-szel, amikor Rex és Bree házassága zátonyra futott, és életük részben különvált. George-dzsal való viszonyának elsődleges célja Rex féltékennyé tétele volt, ám a férfi szinte azonnal beleszeretett Bree-be. Az első évad végén, mielőtt Rex meghalt, ő és Bree kísérletet tettek házasságuk rendbehozására.

### 2. évad
Rex halála után Bree rossz viszonyba került férje anyjával, Phyllisszel, hiszen még abban sem értettek egyet, milyen nyakkendőt adjanak Rexre temetése előtt. George iránta érzett megszállottsága odáig nőtt, hogy eljegyezte Bree-t, ám miután Bree rájött George férje halálában való szerepére, megtagadta a segítséget George-tól, amikor az gyógyszer-túladagolással öngyilkosságot követett el.
Fiát, Andrew-t többször átnevelő táborba küldte, legutolsó alkalommal akkor, amikor az rátámadott George-ra egy anyjával váltott csók után.
Bree alkoholproblémája akkor vált szorongatóvá, amikor Lynette gyerekeit felügyelve némi bor elfogyasztása után kidőlt, a gyerekek pedig elszöktek. Bree nehezen, de rávette magát, hogy elmenjen az Anonim Alkoholisták összejövetelére, ám továbbra is úgy gondolta, hogy nincs problémája az ivással – az összejövetelekre azért ment el, hogy ezzel segítsen megakadályozni fia önállósodását.
Bree az Anonim Alkoholistáknál találkozik Peter McMillannel, aki Bree kezese lett a terápia során. Szerelmi szálak szövődnek közöttük, ám kiderül, hogy Peter szexfüggő, és kezelés alatt áll, kezese pedig megtiltott számára minden érzelmi és testi érintkezést. Bree megkísérli jobb belátásra bírni Peter kezesét, ám Andrew – visszaélve Peter függőségével – ágyba csábítja a férfit, így megszakad kapcsolatuk. Ezután Bree élete több téren is összeomlik: fiát csomagjával és némi pénzzel sorsára hagyja egy távoli benzinkútnál, Danielle pedig megszökik Matthew Applewhite-tal. Ekkor az idegösszeomlás szélén Bree önként bejelentkezik egy pszichiátriai intézetbe, ahonnan akkor szökik meg, amikor kiderül, hogy annak idején Matthew ölte meg Melanie Fostert. Danielle ezt követően tér haza. (Matthew fegyvert szegez anyjára, és épp meg készül húzni a ravaszt, amikor egy rendőr lelövi őt az ablakon keresztül.) Bree ezt követően ismerkedik meg a sármos fogorvossal, Orson Hodge-dzsal, és szoros kapcsolatot alakít ki vele anélkül, hogy tudná: Orson gázolta el szándékosan a második évad végén Mike Delfinót.

### 3. évad
Bree a sötét hónapok után egyre boldogabb lett, mert társra és szerelemre lelt Orson Hodge személyében. Orson fél év után megkérte Bree kezét, s Bree nem ismervén Orson előéletét, igent mondott. Az eljegyzési partijukon az összes szomszéd előtt egy idegen nő Carolyn Bigsby, Orson volt szomszédja azzal rágalmazta meg a vőlegényt, hogy megölte első feleségét, Almát.
Az esküvővel kapcsolatban Susan, Gaby és Lynette segédkeztek a menyasszonynak a szervezésben, ám Susan egyre inkább gyanakodott Orsonra, ezért a ceremónia előtt elment abba a bankba, amelyikben Carolyn dolgozik, hogy vele együtt lebeszéljék Bree-t élete legrosszabb döntéséről. Ám eközben a rendőrség egy hullát talál egy golfüzlet építkezésén, és a hullának kihúzták az összes fogát.
A templomban, éppen az esküvő kezdete előtt, a három barátnő megosztja aggályait Bree-vel, akiben viszont egy fikarcnyi félelmet vagy megbánást sem mutat. Mikor már lezajlott az esküvő, és Gabrielle-ék hátsó kertjében zajlik a további ünneplés, Orsonnak és Bree-nek váratlanul távoznia kell, mert megjelenik egy nyomozó, miszerint lehet, hogy megtalálták Orson nejének, Almának a hulláját. Viszont a hullaházban kiderül, hogy nem Alma az, de megjelenik Carolyn, aki szintén nem tud mást válaszolni.
Ám pár nappal később megjelenik Carolyn és férje, Harvey, hogy bocsánatot kérjenek Bree-től és Orsontól. Bree felajánlja, hogy menjenek el vacsorázni. Mikor Harvey és Orson magukra maradnak a vacsorán, Harvey bevallja Orsonnak, hogy viszonya volt egy Monique nevű nővel, de erről Carolyn nem tud. Eközben a mosdóban Carolyn átad Bree-nek egy jelentést, amiben Alma erőszakos bántalmazásért feljelentette Orsont. Másnap ezt Bree elmondja Orsonnak, aki elmondja neki Harvey titkát, mire ezt Bree elmondja Carolynnak, aki emiatt kezdi el ámokfutását.
Később Bree tudomást szerez arról, hogy Orson anyja, Gloria Hodge a közeli idősek otthonában lakik. Bree meg is látogatja, majd az idős hölgy hozzájuk is költözik, ám ezután Bree meglátja anyósa igazi énjét: az idős asszony gyakran önt fel a garatra, s egyik este kapatosan elmondja Bree-nek, hogy Orson megcsalta Almát Monique-kal. Erre Bree kiteszi Orsont a házból. És eközben letartoztatják Mike-ot Monique meggyilkolása miatt. Susan érzi, hogy ezt nem Mike tette, hanem Orson, s el is megy nyomozni Orson fogászati rendelőjébe, ahol rálel egy beutalóra, miszerint Orson 15 éves korában 1 évet töltött a pszichiátrián. Ám pont ekkor jön Bree Orsonhoz, aki feltárja anyja igazi énjét. Bree, mikor hazaérnek Orsonnal, kiteszi Gloriát a házból, ám kiderül, hogy Gloria szövetkezik az eltűntnek hitt Almával. Alma Hodge megjelenik a Lila akác közben, ami Bree-nek nagyon nem tetszik, ugyanis Alma titokban vissza akarja kapni Orsont. Bree meghívja vacsorára, ahol megjelenik egy nyomozó, s elviszi Orsont kihallgatásra. Bree rájön, hogy Susan jelentette föl Orsont, ezért véget vett barátságuknak. Másnap Bree-t döbbenetként éri, hogy Alma megvette a régi Applewhite-házat Edie-től. Még aznap este átmegy hozzá, és megtalálja nála Monique fogait. Ekkor rögtön rájön, hogy Alma volt az, aki megölte Monique-t Mike Delfino franciakulcsával.
Ám ezután Alma megerőszakolja Orsont Gloriával karöltve, azért mert ha Alma terhes lesz, Orson biztos elhagyja Bree-t. Ám másnap Orson elmondja az igazat Bree-nek Monique halálával kapcsolatban, ami igencsak döbbenetként éri. Ám eközben Gloria bezárja a padlásra Almát, hogy végrehajthassa tervét. Aznap éjjel egy létrát állít a Hodge-ház mellé, rajta a fogakkal. Bree föl is mászik, és leszakad alatta a létra, és eltöri a lábát. Eközben Mike visszaemlékszik arra az estére, amikor Monique-nál járt, és azt gondolja, hogy Orson a gyilkos. Orson épp a kórház parkolójában ácsorog, mikor megjelenik Mike és elkezdenek dulakodni, minek következtében Orson leesik a tetőről. Ez felidézi benne azt az estét, mikor Monique meghalt, és ekkor derül ki, hogy Gloria ölte meg a nőt, és ő húzta ki a fogait is.
Eközben Susan épp a kórházban van Iannel, itt értesül róla, hogy Bree-vel mi történt. Susan bemegy Bree-hez és ekkor kibékülnek, eközben pedig Orson is kórházba kerül: túlélte ugyanis a zuhanást a tetőről, viszont azt hiszik, öngyilkosságot kísérelt meg, visszaemlékezvén apja, Edwin öngyilkosságára. Eközben Bree-t hazaengedik a kórházból, és Danielle vigyáz rá, mert mindenki a Scavo Pizzéria megnyitóján van. De Gloria fölajánlja unokájának, hogy ö majd vigyáz Bree-re. Ezalatt Alma meg akar szökni a padlásról, azonban lezuhan és meghal. Gloria ezenközben altatót ad Bree-nek, majd ájultan beteszi a kádba, s elővesz egy kést. Pont ekkor érkezik haza Andrew, aki leüti az asszonyt a botjával. Orson viszont megszökik a kórházból, és épp mikor Gloria megölné Bree-t, ér haza és ekkor éri a megdöbbenés, hogy az anyja felelős az apja haláláért is. Ám Gloria agyvérzést kap, emiatt Orson kiviszi a házból és leteszi Alma hullája mellé. Másnap minden jól végződött: a rendőrség azt hitte, hogy Alma öngyilkos lett Monique meggyilkolása miatt (mert nála voltak a nő fogai), mikor Gloria rátalált, agyvérzést kapott. Ilyen bizonyíték mellett felmentik a vád alól Mike Delfinót. Ezután Orson bemegy a lebénult anyjához, és örökre a kórházban hagyja.
Bree-ék már élvezik, hogy mehetnek a svájci nászútjukra, mikor kiderül, hogy Danielle terhes lett Austin McCanntól. Orson azt javasolja, hogy Danielle tartson velük az úton, ott hozza világra a gyermeket, és miután valaki örökbe fogadta, hazatérhet. Bree-ék sokáig távol lesznek otthonuktól, de amikor indulnak vissza, Bree és Orson egy új (jövő) családtagról beszélnek. Bree-ék hazaérnek a Lila Akác közbe, és rögtön találkoznak Julie Mayerrel, akinek azt hazudják Danielle-ről, hogy egy svájci iskolában tanul tovább.
Ezután Bree megjelenik Gabrielle és Victor esküvőjén, ahol a négy barátnő ismét együtt lehet, és Bree-nek van egy meglepetése, teherbe esett. Az esküvőn Bree boldogan meséli el, hogyan derült ki, hogy terhes. Mikor Orson és Bree hazaérnek, a hálószobában Bree leveszi a műhasát, mert nem is terhes, csak ezt a látszatot akarja kelteni a Lila akác köz lakói előtt.

### 4. évad
Bree egyre nehezebben tudja rejtegetni álterhességét, ugyanis egyik nap egy öregasszony a cipőosztályon meg akarja fogni Bree hasát, de a nő illetlenül figyelmezteti. Mikor Katherine Mayfair grillpartit ad, Bree hasába véletlenül beleáll egy szúróvilla, amit rögtön észre is vesz Ida Greenberg, s azonnal szól Katherine férjének, az orvosként dolgozó Adam Mayfairnek. Orson azzal menti meg a helyzetet, hogy a villa „trükkös”. Orson azt mondja feleségének, hagyják abba, ám Bree szeretne egy második esélyt, miután első két gyermekét nem sikerült tökéletesen felnevelnie.
De Bree-nek ez még csak az aggodalmak kezdete volt, ugyanis mikor Katherine bejelenti Bree-nek, Gaby-nak és Susannek, hogy kedveskednének egy ebéddel Lynette-nek, aki nagyon gyenge a kemoterápiától, megbeszélik: Gaby hozza a főételt, Susan a kávét, Katherine a salátát és Bree a süteményt. Katherine fölajánlja, hogy majd ő viszi a süteményt, de Bree ragaszkodik hozzá, hogy övé legyen ezen feladat. Később Susan átmegy Katherine-hoz, s eszébe jut, hogy Katherine milyen hirtelen költözött el. Majd az ebédnél mindenki megkóstolja a desszertet, s kiderül, hogy Katherine a saját pitéjét szolgálta fel, ami még Bree-ét is fölülmúlja. Bree-t ez nagyon felingerli, mert szerinte Katherine el akarja orozni tőle a Széplak legjobb háziasszonya címet. S több órányi töprengés után Bree úgy dönt, hogy átmegy délután Katherine-hoz, hogy elkérje tőle a recepetet, de nő közli vele, hogy titkos. Ezért Bree, mikor üresen marad a Mayfair-ház, betör, hogy ellopja a receptet, de ekkor megérkezik a Mayfair család, s Dylan az apjáról kérdezősködik. Katherine nem felel neki, s egyszer csak fölpofozza lányát (eközben Bree ott van a konyhában), majd Adam és Katherine arról beszélgetnek, hogy ezután jobb hazugságokat kell kitalálniuk.

### 5. évad
Bree híres szakácsnő lesz, és hihetetlen sikert ér el szakácskönyvével. Férjét, Orsont kiengedték a börtönből, miután Bree kérte, hogy vallja be, hogy ő gázolta el Mike Delfinót. Eközben a kis Benjamint Danielle elviszi, mivel egy ügyvéd elvette feleségül, ezentúl tudja ő is nevelni nem várt gyermekét. Ebbe Bree teljesen beleroskad, megint inni kezd. Katherine siet a segítségére: hozzáköltözik egy időre, amíg segít barátnőjének letenni az italt. Később együtt dolgoznak Bree vállalkozásában mint társak, ám Bree Hodge felülkerekedik barátnőjén, aki csak jelentéktelen szereplő a társas vállalkozásban. Orsont sehol sem foglalkoztatják, tekintettel bűnös előéletére. Bree ad neki munkát, nem kevesek rosszallására. Andrew megtalálja álmai hercegét, akinek persze megérkezik az édesanyja, aki elcsalná a fiatal párt egy másik városba lakni, ám Bree igazi született feleség: házat vásárol nekik a közvetlen közelben, hogy ne veszítse el fiát.
|  | Itt a vége a cselekmény részletezésének! |

## Idézetek
(A magyar változat alapján)
- „Ismerős a kérdés, nem igaz? Hogy mennyit is akarunk tudni a szomszédunkról.”
- „Csak azt mondom, hogy egyszer mind a ketten meghalunk, és a hátralévő időben – legyen az két nap vagy két évtized – azt hiszem, kedvesnek kellene lennünk egymáshoz.”
- „A lányom azt tervezi, hogy felajánlja neked a szüzességét, én pedig jó néven venném, ha nem fogadnád el.”
- „Rex sír, miután elélvez.”
- „A szeretet ellentéte nem a gyűlölet, hanem a közöny.”
- „Orson, ne kényszeríts választásra, mert hidd el, őt választom. Kérlek, mozdítsd a seggedet!”
- „Ha azt gondolod, Rex, hogy egy olyan helyen beszélem meg veled a házasságunk felbontását, ahol az van kiírva a mosdóra, hogy pasik és csajok, akkor tévedsz.”
- „Én soha nem mondom azt, hogy csökött!”
- Igen, Orston érzem a gondolkozást a lehelleteden.

## Bűntény
- Bree fia, Andrew gázolta el Juanita Solist, aki kómába esett és meg is halt, de Bree a hetedik évad 1. részében elárulja a nagy titkát Gabrielle-nek.
- Hagyta meghalni a néhai férje, Rex gyilkosát, aki tablettákat szedett be elkeseredettségében, miután Bree nem fogadta vissza a szakításuk után.

## A Színfalak mögött
- Bree karakterét Marc Cherry saját édesanyja alapján alkotta meg, családját pedig a sajátjáról mintázta.
- Cherry eredetileg Nicole Kidmannel szerette volna megformáltatni Bree-t.
- Bree a 3.16-tól a 3.22. részig nem látható a sorozatban, mert Marcia Cross, a karakter alakítója ikerterhessége miatt nem állhatott a kamerák elé